# Enrique Labarta Pose
Enrique Labarta Pose (Baio, Zas, 22 de julho de 1863 — Barcelona, 13 de maio de 1925), foi um escritor e jornalista galego de língua espanhola e língua galega, que fundou e dirigiu jornais e revistas. A sua obra, fundamentalmente poesia e contos, é caracterizada por uma sátira humorística muito marcada. O professor Ricardo Carvalho Calero enquadrou o autor entre Os epígonos, junto com Manuel Lugrís Freire, Salvador Cabeza de León e Juan Armada Losada, entre outros. Ficou conhecido pela alcunha de Quevedo galego.

## Biografia
Descendente, por parte materna, dos condes de Andrade, nasceu num paço do século XVIII. Foi o último filho de Francisco Labarta Raña, um farmacêutico, e Ramona Pose, que já tinham três filhas. Estudou em Santiago de Compostela, onde cursou o bacharelato de 1873 a 1877. Em Santiago participou nos parlatórios da Academia de la Juventud Católica e conheceu Valle-Inclán, Augusto González Besada, Juan Barcia Caballero, Juan Vázquez de Mella, Salvador Cabeza de León, Alfredo Brañas, Manuel Casás Fernández e Alejandro Pérez Lugín. Licenciou-se em 1884 em direito civil e canónico pela Universidade de Santiago de Compostela.
No mesmo ano casou-se com Elisa Martínez del Río, uma estanqueira de Santiago de Compostela, e publicou o seu primeiro livro: Última novedad. Noventa y nueve céntimos de versos de todas clases y arreglados a todos los gustos, em espanhol, com um poema em galego, "Meu orfiño", que mostra influências de Manuel Curros Enríquez. Ao terminar a carreira, e por conselho de Alfredo Brañas, ingressou na administração pública como empregado da Fazenda, na mão do deputado Eduardo Vincenti, a quem dedicou o livro Bálsamo de Fierabrás. Colección de versos en gallego y castellano (Madrid, 1889, 281 pp.). As outras composições poéticas em galego incluídas nos seus livros são: a terceira em Un café flamenco en Galicia—A mi aldea—Sátira de costumes contemporáneas (Santiago, 1892, 52 pp.); todas, dezoito, em Millo miúdo (Pontevedra, 1896, 156 pp.) e A festa da patrona de Tabeirón (Caldas de Reis, 1904, 22 pp.).
Residiu em Pontevedra até 1904, e foi transferido primeiro para Barcelona (1904), depois para Burgos (1905) e posteriormente para Valhadolide, onde casou-se com Felipa Genovés. Mais tarde foi novamente para Barcelona, Ourense (1911), Toledo (1912), Barcelona de novo (1913), Corunha (1919) e por último para Catalunha em 1920.
Fundou Galicia Humorística (Santiago, 1888), El País Gallego (Santiago, 1888), La Pequeña Patria (Santiago, 1890-1891), Extracto de Literatura (Pontevedra, 1893) e Pasatiempos (Pontevedra, 1893-1894); e dirigiu Galicia Moderna (Pontevedra, 1897-1898). Em 1896 fez uma recompilação dos seus poemas galegos mais conhecidos e os publicou no livro Millo miúdo, que foi dedicado a Laureano Salgado Rodríguez. Em 1900 publicou El carnaval de 1900 en Pontevedra, que inclui "Recuerdos del carnaval de 1900" e "Pontevedra en 1900. Despropósito bufo, lírico, fantástico … dividido en 2 actos y 10 cuadros". Este último foi lançado a 1 de março no Teatro Principal de Pontevedra, com a música de Isidro Puga.
A sua produção sobressai-se pelo humor, que se manifesta sobre tudo nos contos. Como poeta enquadra-se na linha costumbrista no final do século XIX, embora incorpore elementos modernistas.
Colaborou em Gaceta de Galicia, Galicia Liberal, A Gaita Gallega, Café con Gotas, [Galicia. Revista Regional, Galicia Recreativa, El Eco de Galicia, La Actualidad, Fray Prudencio, El Cínife, El Grito del Pueblo, El Eco de Mugía, Coruña Moderna, Galicia en Madrid, Aires d’a Miña Terra, Mi Tierra, Suevia, Galicia en Cataluña, Don Quijote e também em outras publicações. Empregou o pseudónimo de Antón de Rabodegalo.
O retrato de Labarta Pose feito por Francisco Zagala, ilustrando a capa do semanário Extracto de Literatura, que ele mesmo dirigia, foi documentado como a primeira fotografia que apareceu num meio de comunicação galego, a 7 de janeiro de 1893.
A personagem central, Casimiro Barcala, da obra de Alejandro Pérez Lugín, La casa de la Troya (1915), foi inspirada em Labarta.
Morreu em Barcelona após uma intervenção cirúrgica, como resultado do acidente ferroviário que ocorreu no período da tarde de 9 de abril de 1925, numa Quinta-feira Santa, entre as estações de Les Planes e Sarrià, da capital catalã, onde mais de vinte pessoas morreram.